# Paramesotriton
Paramesotriton là một chi động vật lưỡng cư trong họ Salamandridae, thuộc bộ Caudata. Chi này có 7 loài và 43% bị đe dọa hoặc tuyệt chủng.

## Các loài
- Paramesotriton caudopunctatus - Cá cóc đuôi đốm (Liu & Hu, 1973)
- Paramesotriton chinensis - Cá cóc Trung Hoa (Gray, 1859)
- Paramesotriton deloustali - Cá cóc Tam Đảo (Bourret, 1934)
- Paramesotriton ermizhaoi Wu, Rovito, Papenfuss & Hanken, 2009
- Paramesotriton fuzhongensis - Cá cóc Phú Chung en, 1989
- Paramesotriton guanxiensis (Huang, Tang & Tang, 1983)
- Paramesotriton hongkongensis - Cá cóc Hồng Kông (Myers & Leviton, 1962)
- Paramesotriton longliensis Li, Tian, Gu & Xiong, 2008
- Paramesotriton maolanensis Gu, Chen, Tian, Li & Ran, 2012
- Paramesotriton qixilingensis[2] Yuan, Zhao, Jiang, Hou, He, Murphy & Che, 2014
- Paramesotriton wulingensis[3] Wang, Tian & Gu, 2013
- Paramesotriton yunwuensis Wu, Jiang & Hanken, 2010
- Paramesotriton zhijinensis Li, Tian & Gu, 2008